# Igreja Reformada Evangélica de Cristo
A Igreja Reformada Evangélica de Cristo (IREC) - em inglês Evangelical Reformed Church of Christ - é uma denominação cristã reformada, fundada em 1916 na Nigéria, por missionário da Missão Unida do Sudão - África do Sul.
A denominação é conhecida por suas manifestações contrárias à corrupção no país, bem como pela transparência nos processos eleitorais.
Além disso a igreja administrativa instituições de ensino e hospitais.

## História
Em 1916, missionários da Missão Unida do Sudão - África do Sul, chegaram à Nigéria. O primeiro estabelecimento missionário foi no estado de Plateau. Mais tarde, a igreja se expandiu para as províncias orientais do estado de Kwara, estado de Níger, sul de Kaduna e Akwa Ibom. 
O primeiro nome da denominação foi Igreja de Cristo na Nigéria. Posterior, adotou o nome Igreja Unida de Cristo na Nigéria Central. 
Entre 1972 e 1973, os missionários sul-africanos foram expulsos do país. A igreja cresceu significativamente nas décadas seguintes, impulsionada pelo evangelismo feito por seus próprios membros.
A Missão Unida do Sudão (MUS) consistia em uma missão internacional e interdenominacional, criada com objetivo de difundir o Cristianismo na região.
Na década de 1990 o nome da denominação foi alterado para Igreja Evangélica Reformada de Cristo. A igreja tinha, 2006, aproximadamente 1.500.000 membros em centenas de congregações.

## Doutrina
A denominação subscreve o Credo dos Apóstolos, Credo de Atanásio, Credo Niceno-Constantinopolitano, o Catecismo de Heidelberg, os Cânones de Dort, a Confissão de Fé de Westminster, a Segunda Confissão Helvética.

## Relações inter eclesiásticas
A denominação é membro da Comunhão Mundial das Igrejas Reformadas.